# Spezia Calcio 2013-2014
Questa voce raccoglie le informazioni riguardanti lo Spezia Calcio nelle competizioni ufficiali della stagione 2013-2014.

## Stagione
Nella stagione 2013-2014 lo Spezia ha disputato il ventunesimo campionato di Serie B della sua storia. Con 62 punti raccoglie l'ottavo posto. Disputa il preliminare dei Play-off contro il Modena, ma perde (1-0). Nel girone di andata allenati da Giovanni Stroppa gli aquilotti si prendono 30 punti a metà classifica, dalla 19ª giornata Devis Mangia sostituisce Stroppa, senza cambiare l'andamento dello Spezia, che nel girone di ritorno ottiene 32 punti, perdendo anche l'occasione nel preliminare di accedere alle semifinali Play-off. Miglior marcatore stagionale degli aquilotti è stato il nigeriano Osarimen Ebagua autore di 16 reti, delle quali 3 in Coppa Italia e 13 in campionato. Discreto il percorso dello Spezia nella Coppa Italia, dove nel secondo turno supera la Pro Patria (4-2), nel terzo turno pareggia a Marassi (2-2) con il Genoa e poi vince (3-2) ai calci di rigore, nel quarto turno supera il Pescara (3-0), poi esce dal torneo nei Quarti di finale, perdendo (3-1) a San Siro contro il Milan.

## Divise e sponsor
Il fornitore ufficiale di materiale tecnico per la stagione 2013-2014 è stato Lotto, mentre lo sponsor di maglia è stato Cassa di Risparmio della Spezia.
| 1ª divisa | 2ª divisa |

## Organigramma societario
Area direttiva
- Presidente onorario: Gabriele Volpi
- Presidente: Lamberto Tacoli
- Direttore generale: Umberto Marino (dal 16 dicembre 2013)[2]
- Vice Presidenti: Angiolino Barreca e Andrea Corradino
- Segretario generale: Stefano Pedrelli
- Segretario sportivo: Marco Semprini
- Servizi generali: Piero Maini
- Delegato sicurezza: Diego Perfigli
- Supervisor Marketing e Comunicazione: Lorenzo Cascino
- Responsabile Area Comunicazione e Ufficio Stampa: Leonar Pinto
- Ufficio Stampa: Gianluca Parenti
- Responsabile Area Marketing: Niccolò Gabarello

Area tecnica
- Responsabile: Giancarlo Romairone
- Allenatore: Giovanni Stroppa, poi dal 16 dicembre 2013 Devis Mangia[3]
- Allenatore in seconda: Andrea Guerra, poi dal 16 dicembre 2013 Paolo Cozzi
- Preparatore dei portieri: Massimo Marini, poi dal 16 dicembre 2013 Mauro Bacchin
- Team Manager: Nazario Pignotti

Area sanitaria
- Responsabile sanitario: Gian Maria Vassallo
- Recupero infortunati: Francesco Petrarca

## Rosa
| N. |                       | Ruolo | Calciatore         |
| -- | --------------------- | ----- | ------------------ |
| 1  | Italia (bandiera)     | P     | Nicola Leali       |
| 2  | Italia (bandiera)     | D     | Nicola Madonna     |
| 3  | Italia (bandiera)     | D     | Francesco Migliore |
| 4  | Italia (bandiera)     | C     | Lorenzo Lollo      |
| 4  | Italia (bandiera)     | D     | Andrea Lisuzzo     |
| 5  | Italia (bandiera)     | D     | Luca Ceccarelli    |
| 6  | Ghana (bandiera)      | D     | Nii Nortey Ashong  |
| 7  | Italia (bandiera)     | C     | Paolo Sammarco     |
| 8  | Italia (bandiera)     | C     | Andrea Bovo        |
| 8  | Italia (bandiera)     | C     | Matteo Scozzarella |
| 9  | Italia (bandiera)     | A     | Marco Sansovini    |
| 9  | Italia (bandiera)     | A     | Niccolò Giannetti  |
| 10 | Italia (bandiera)     | C     | Federico Moretti   |
| 10 | Italia (bandiera)     | C     | Nicola Bellomo     |
| 11 | Islanda (bandiera)    | D     | Hörður Magnússon   |
| 12 | Slovacchia (bandiera) | P     | Matej Vozar        |
| 13 | Italia (bandiera)     | A     | Patrick Ciurria    |
| 14 | Senegal (bandiera)    | D     | Faye Balla         |
| 15 | Croazia (bandiera)    | C     | Antonini Čulina    |

| N. |                      | Ruolo | Calciatore             |
| -- | -------------------- | ----- | ---------------------- |
| 17 | Italia (bandiera)    | C     | Filippo Porcari        |
| 17 | Cile (bandiera)      | C     | Felipe Seymour         |
| 18 | Nigeria (bandiera)   | A     | Ezekiel Henty          |
| 18 | Italia (bandiera)    | A     | Pasquale Schiattarella |
| 19 | Italia (bandiera)    | C     | Alessandro Carrozza    |
| 20 | Italia (bandiera)    | A     | Nicola Ferrari         |
| 21 | Nigeria (bandiera)   | A     | Osarimen Ebagua        |
| 22 | Italia (bandiera)    | A     | Alex Valentini         |
| 23 | Uruguay (bandiera)   | A     | Nicolás Albarracín     |
| 23 | Italia (bandiera)    | D     | Matteo Bianchetti      |
| 24 | Italia (bandiera)    | A     | Andrea Catellani       |
| 25 | Italia (bandiera)    | D     | Ivano Baldanzeddu      |
| 26 | Croazia (bandiera)   | C     | Mihovil-Jeronim Klapan |
| 27 | Argentina (bandiera) | C     | Emanuel Rivas          |
| 28 | Italia (bandiera)    | D     | Martino Borghese       |
| 29 | Brasile (bandiera)   | C     | Gabriel Appelt         |
| 31 | Croazia (bandiera)   | C     | Mislav Oršić           |
| 34 | Grecia (bandiera)    | C     | Savvas Gentsoglou      |
| 35 | Croazia (bandiera)   | D     | Niko Datković          |

## Risultati

### Serie B

#### Girone di andata
| La Spezia 24 agosto 2013, ore 20:30 CEST 1ª giornata | Spezia              | 0 – 0 referto | Cittadella | Stadio Alberto Picco\| Arbitro: \| Di Paolo (Avezzano) \| |
| Arbitro:                                             | Di Paolo (Avezzano) |               |            |                                                           |

| Arbitro: | Pinzani (Empoli) |

|          |           |                                 |
| Diop 16’ | Marcatori | 3’ Ebagua 88’ (rig.) N. Ferrari |

| Arbitro: | La Penna (Roma) |

|  |           |                        |
|  | Marcatori | 27’ Concas 90’ Inglese |

| Arbitro: | Manganiello (Pinerolo) |

|                     |           |  |
| Torromino 8’ (rig.) | Marcatori |  |

| Arbitro: | Nasca (Bari) |

|                  |           |  |
| Muñoz 59’ (aut.) | Marcatori |  |

| Arbitro: | Gavillucci (Latina) |

|               |           |                        |
| Miglietta 77’ | Marcatori | 27’ Migliore 87’ Henty |

| La Spezia 28 settembre 2013, ore 15:00 CEST 7ª giornata | Spezia                            | 0 – 0 referto | Novara | Stadio Alberto Picco\| Arbitro: \| Candussio (Cervignano del Friuli) \| |
| Arbitro:                                                | Candussio (Cervignano del Friuli) |               |        |                                                                         |

| Arbitro: | Pairetto (Nichelino) |

|            |           |          |
| Cutolo 29’ | Marcatori | 57’ Bovo |

| Arbitro: | Merchiori (Ferrara) |

|                                 |           |                              |
| Sansovini 54’ (rig.) Ebagua 90’ | Marcatori | 66’ L.A. Scaglia 78’ Coletti |

| Arbitro: | Di Paolo (Avezzano) |

|             |           |                   |
| Mancosu 20’ | Marcatori | 55’ (rig.) Ebagua |

| Arbitro: | Pasqua (Tivoli) |

|                        |           |            |
| Ebagua 28’ (rig.), 84’ | Marcatori | 78’ Mangni |

| Arbitro: | Abbattista (Molfetta) |

|              |           |  |
| Pasquato 18’ | Marcatori |  |

| Arbitro: | Pinzani (Empoli) |

|                           |           |            |
| Lisuzzo 38’ Catellani 74’ | Marcatori | 31’ Defrel |

| Arbitro: | Di Bello (Brindisi) |

|                          |           |  |
| Giannetti 83’ Rosina 85’ | Marcatori |  |

| Arbitro: | Nasca (Bari) |

|           |           |                                    |
| Ebagua 5’ | Marcatori | 24’ Tavano 40’ Maccarone 51’ Verdi |

| Arbitro: | Baracani (Firenze) |

|           |           |                         |
| Maicon 1’ | Marcatori | 49’ Migliore 58’ Ebagua |

| La Spezia 9 dicembre 2013, ore 20:30 CET 17ª giornata | Spezia            | 0 – 0 referto | Avellino | Stadio Alberto Picco\| Arbitro: \| Mariani (Aprilia) \| |
| Arbitro:                                              | Mariani (Aprilia) |               |          |                                                         |

| Arbitro: | Pairetto (Nichelino) |

|                                                    |           |  |
| Pavoletti 24’ Forte 58’ Bjelanović 76’ Zecchin 84’ | Marcatori |  |

| Arbitro: | Borriello (Mantova) |

|                     |           |  |
| Bovo 70’ Ebagua 76’ | Marcatori |  |

| Arbitro: | Maresca (Napoli) |

|            |           |                         |
| Fedato 84’ | Marcatori | 50’ Carrozza 82’ Ebagua |

| Arbitro: | Bruno (Torino) |

|            |           |                                                   |
| Ebagua 65’ | Marcatori | 54’ Cisotti 57’ Crimi 80’ Figliomeni 90’ Jonathas |

#### Girone di ritorno
| Arbitro: | Saia (Palermo) |

|               |           |                            |
| Busellato 32’ | Marcatori | 64’ Ferrari 89’ Ceccarelli |

| Arbitro: | Chiffi (Padova) |

|                    |           |           |
| Ferrari 55’ (rig.) | Marcatori | 13’ Falco |

| Arbitro: | Ciampi (Roma) |

|                     |           |               |
| Memushaj 90’ (rig.) | Marcatori | 64’ Giannetti |

| Arbitro: | Candussio (Roma) |

|                                       |           |                  |
| Giannetti 1’ Seymour 23’ Datković 45’ | Marcatori | 70’ Bernardeschi |

| Arbitro: | Di Paolo (Avezzano) |

|               |           |                 |
| Hernández 16’ | Marcatori | 85’ Scozzarella |

| Arbitro: | Maresca (Napoli) |

|                              |           |                           |
| Giannetti 31’ N. Ferrari 76’ | Marcatori | 51’ (rig.), 90’ Antenucci |

| Arbitro: | Pairetto (Nichelino) |

|                          |           |  |
| Sansovini 24’ Faragò 77’ | Marcatori |  |

| Arbitro: | Ostinelli (Como) |

|  |           |              |
|  | Marcatori | 18’ Sforzini |

| Arbitro: | Baracani (Firenze) |

|  |           |                                   |
|  | Marcatori | 25’ (rig.) N. Ferrari 48’ Bellomo |

| Arbitro: | Ciampi (Roma) |

|  |           |             |
|  | Marcatori | 35’ Pirrone |

| Modena 29 marzo 2014, ore 15:00 CET 32ª giornata | Modena                | 0 – 0 referto | Spezia | Stadio Alberto Braglia\| Arbitro: \| Abbattista (Molfetta) \| |
| Arbitro:                                         | Abbattista (Molfetta) |               |        |                                                               |

| Arbitro: | Nasca (Bari) |

|                          |           |                        |
| Giannetti 48’ Ebagua 90’ | Marcatori | 14’ Rocchi 40’ Moretti |

| Arbitro: | Merchiori (Ferrara) |

|  |           |                           |
|  | Marcatori | 48’ Giannetti 83’ Bellomo |

| Arbitro: | Gavillucci (Latina) |

|             |           |  |
| Bellomo 83’ | Marcatori |  |

| Arbitro: | Candussio (Cervignano del Friuli) |

|                       |           |  |
| Rugani 29’ Tavano 78’ | Marcatori |  |

| Arbitro: | Pasqua (Tivoli) |

|                        |           |                 |
| Ebagua 12’ Bellomo 90’ | Marcatori | 24’ Fischnaller |

| Arbitro: | Ostinelli (Como) |

|                            |           |  |
| Gălăbinov 23’ Schiavon 31’ | Marcatori |  |

| Arbitro: | Mariani (Aprilia) |

|                                  |           |             |
| Ebagua 21’ N. Ferrari 45’ (rig.) | Marcatori | 15’ Momentè |

| Arbitro: | Roca (Foggia) |

|                       |           |                          |
| Paghera 72’ Gatto 90’ | Marcatori | 63’ Carrozza 74’ Lisuzzo |

| Arbitro: | Pairetto (Nichelino) |

|                                  |           |  |
| N. Ferrari 9’ (rig.) Bellomo 90’ | Marcatori |  |

| Latina 31 maggio 2014, ore 20:30 CEST 42ª giornata | Latina        | 0 – 0 referto | Spezia | Stadio Domenico Francioni\| Arbitro: \| Ciampi (Roma) \| |
| Arbitro:                                           | Ciampi (Roma) |               |        |                                                          |

### Play-off

#### Quarti di finale
| Arbitro: | Nasca (Bari) |

|             |           |  |
| Signori 56’ | Marcatori |  |

### Coppa Italia
| Arbitro: | Manganiello (Pinerolo) |

|                                                              |           |                   |
| Lisuzzo 55’ Ceccarelli 79’ Sansovini 105’ (rig.) Ebagua 116’ | Marcatori | 51’, 52’ Serafini |

| Arbitro: | Orsato (Schio) |

|                                     |                      |                                           |
| Sansovini 39’ Ebagua 82’            | Marcatori            | 12’ Gilardino 90’ (rig.) Lodi             |
| Porcari Magnússon Madonna Sansovini | Tiri di rigore 3 – 2 | Floro Flores Bertolacci Kucka Konaté Lodi |

| Arbitro: | Irrati (Pistoia) |

|                                   |           |  |
| Ebagua 8’ Sansovini 45’ Rivas 88’ | Marcatori |  |

| Arbitro: | Russo (Nola) |

|                                   |           |                |
| Robinho 29’ Pazzini 32’ Honda 47’ | Marcatori | 90’ N. Ferrari |

## Statistiche

### Statistiche di squadra
| Competizione | Punti | In casa | In casa | In casa | In casa | In casa | In casa | In trasferta | In trasferta | In trasferta | In trasferta | In trasferta | In trasferta | Totale | Totale | Totale | Totale | Totale | Totale | DR |
| Competizione | Punti | G       | V       | N       | P       | Gf      | Gs      | G            | V            | N            | P            | Gf           | Gs           | G      | V      | N      | P      | Gf     | Gs     | DR |
| ------------ | ----- | ------- | ------- | ------- | ------- | ------- | ------- | ------------ | ------------ | ------------ | ------------ | ------------ | ------------ | ------ | ------ | ------ | ------ | ------ | ------ | -- |
| Serie B      | 62    | 21      | 9       | 7       | 5       | 26      | 23      | 21           | 7            | 7            | 7            | 20           | 25           | 42     | 16     | 14     | 12     | 46     | 48     | -2 |
| Play-off     |       | -       | -       | -       | -       | -       | -       | 1            | 0            | 0            | 1            | 0            | 1            | 1      | 0      | 0      | 1      | 0      | 1      | -1 |
| Coppa Italia |       | 3       | 2       | 1       | 0       | 9       | 4       | 1            | 0            | 0            | 1            | 1            | 3            | 4      | 2      | 1      | 1      | 10     | 7      | +3 |
| Totale       | -     | 24      | 10      | 9       | 5       | 35      | 27      | 23           | 7            | 7            | 9            | 21           | 29           | 47     | 18     | 15     | 14     | 56     | 56     | 0  |

### Statistiche dei giocatori
| Giocatore        | Serie B  | Serie B | Serie B     | Serie B    | Play-off | Play-off | Play-off    | Play-off   | Coppa Italia | Coppa Italia | Coppa Italia | Coppa Italia | Totale   | Totale | Totale      | Totale     |
| Giocatore        | Presenze | Reti    | Ammonizioni | Espulsioni | Presenze | Reti     | Ammonizioni | Espulsioni | Presenze     | Reti         | Ammonizioni  | Espulsioni   | Presenze | Reti   | Ammonizioni | Espulsioni |
| ---------------- | -------- | ------- | ----------- | ---------- | -------- | -------- | ----------- | ---------- | ------------ | ------------ | ------------ | ------------ | -------- | ------ | ----------- | ---------- |
| N. Albarracín    | 1        | 0       | 0           | 0          | -        | -        | -           | -          | -            | -            | -            | -            | 1        | 0      | 0           | 0          |
| G. Appelt        | 18       | 0       | 3           | 0          | -        | -        | -           | -          | -            | -            | -            | -            | 18       | 0      | 3           | 0          |
| N.N. Ashong      | 2        | 0       | 0           | 0          | -        | -        | -           | -          | 1            | 0            | 0            | 0            | 3        | 0      | 0           | 0          |
| I. Baldanzeddu   | 27       | 0       | 9           | 1          | -        | -        | -           | -          | 1            | 0            | 0            | 0            | 28       | 0      | 9           | 1          |
| N. Bellomo       | 20       | 5       | 3           | 0          | 1        | 0        | 1           | 0          | -            | -            | -            | -            | 21       | 5      | 4           | 0          |
| M. Bianchetti    | 9        | 0       | 1           | 0          | 1        | 0        | 0           | 0          | 1            | 0            | 0            | 0            | 11       | 0      | 1           | 0          |
| M. Borghese      | 10       | 0       | 4           | 0          | -        | -        | -           | -          | 1            | 0            | 1            | 0            | 11       | 0      | 5           | 0          |
| A. Bovo          | 18       | 2       | 5           | 0          | -        | -        | -           | -          | 4            | 0            | 0            | 0            | 22       | 2      | 5           | 0          |
| A. Carrozza      | 17       | 2       | 2           | 0          | 1        | 0        | 0           | 0          | -            | -            | -            | -            | 18       | 2      | 2           | 0          |
| A. Catellani     | 23       | 1       | 4           | 1          | -        | -        | -           | -          | 1            | 0            | 1            | 0            | 24       | 1      | 5           | 1          |
| L. Ceccarelli    | 22       | 1       | 2           | 0          | -        | -        | -           | -          | 3            | 1            | 1            | 0            | 25       | 2      | 3           | 0          |
| P. Ciurria       | 5        | 0       | 2           | 0          | -        | -        | -           | -          | 3            | 0            | 0            | 0            | 8        | 0      | 2           | 0          |
| A. Čulina        | 11       | 0       | 1           | 0          | 1        | 0        | 0           | 0          | 2            | 0            | 0            | 0            | 14       | 0      | 1           | 0          |
| N. Datković      | 6        | 1       | 0           | 0          | -        | -        | -           | -          | -            | -            | -            | -            | 6        | 1      | 0           | 0          |
| O. Ebagua        | 34       | 13      | 6           | 0          | 1        | 0        | 0           | 0          | 3            | 3            | 0            | 0            | 38       | 16     | 6           | 0          |
| N. Ferrari       | 24       | 7       | 4           | 0          | 1        | 0        | 0           | 0          | 3            | 1            | 0            | 0            | 28       | 8      | 4           | 0          |
| S. Gentsoglou    | 11       | 0       | 4           | 1          | 1        | 0        | 1           | 0          | -            | -            | -            | -            | 12       | 0      | 5           | 1          |
| N. Giannetti     | 12       | 5       | 2           | 0          | -        | -        | -           | -          | -            | -            | -            | -            | 12       | 5      | 2           | 0          |
| E. Henty         | 6        | 1       | 0           | 0          | -        | -        | -           | -          | -            | -            | -            | -            | 6        | 1      | 0           | 0          |
| N. Leali         | 38       | -41     | 2           | 0          | 1        | -1       | 0           | 0          | 3            | -7           | 0            | 0            | 42       | -49    | 2           | 0          |
| A. Lisuzzo       | 38       | 2       | 12          | 2          | 1        | 0        | 0           | 0          | 4            | 1            | 0            | 0            | 43       | 3      | 12          | 2          |
| L. Lollo         | -        | -       | -           | -          | -        | -        | -           | -          | 1            | 0            | 0            | 0            | 1        | 0      | 0           | 0          |
| N. Madonna       | 20       | 0       | 2           | 0          | 1        | 0        | 0           | 0          | 3            | 0            | 1            | 0            | 24       | 0      | 3           | 0          |
| H. Magnússon     | 20       | 0       | 3           | 0          | -        | -        | -           | -          | 1            | 0            | 0            | 0            | 21       | 0      | 3           | 0          |
| F. Migliore      | 39       | 2       | 7           | 1          | 1        | 0        | 0           | 0          | 4            | 0            | 0            | 0            | 44       | 2      | 7           | 1          |
| F. Moretti       | 11       | 0       | 3           | 0          | -        | -        | -           | -          | 1            | 0            | 0            | 0            | 12       | 0      | 3           | 0          |
| M. Oršić         | 9        | 0       | 0           | 0          | -        | -        | -           | -          | 2            | 0            | 0            | 0            | 11       | 0      | 0           | 0          |
| F. Porcari       | 1        | 0       | 0           | 0          | -        | -        | -           | -          | 1            | 0            | 1            | 0            | 2        | 0      | 1           | 0          |
| E. Rivas         | 16       | 0       | 1           | 0          | -        | -        | -           | -          | 4            | 1            | 0            | 0            | 20       | 1      | 1           | 0          |
| P. Sammarco      | 29       | 0       | 6           | 0          | 1        | 0        | 0           | 0          | 2            | 0            | 0            | 0            | 32       | 0      | 6           | 0          |
| M. Sansovini     | 15       | 1       | 1           | 0          | -        | -        | -           | -          | 3            | 3            | 1            | 0            | 18       | 4      | 2           | 0          |
| P. Schiattarella | 18       | 0       | 7           | 0          | 1        | 0        | 0           | 0          | 1            | 0            | 0            | 0            | 20       | 0      | 7           | 0          |
| M. Scozzarella   | 17       | 1       | 3           | 1          | 1        | 0        | 0           | 0          | -            | -            | -            | -            | 18       | 1      | 3           | 1          |
| F. Seymour       | 30       | 1       | 5           | 1          | -        | -        | -           | -          | 2            | 0            | 0            | 0            | 32       | 1      | 5           | 1          |
| A. Valentini     | 4        | -7      | 1           | 0          | -        | -        | -           | -          | 1            | 0            | 0            | 0            | 5        | -7     | 1           | 0          |